# Теорема
Теоремата е доказано логическо твърдение. Доказването на теореми е основна част от математиката. Понятието „теорема“ е различно от „теория“.
Една теорема има две части – списък с предположения и заключение, което може да бъде логически изведено от предположенията. За да се счита едно твърдение за теорема, е нужно то да има доказателство. Самото доказателство не се счита за част от теоремата.
В математиката освен „теорема“ се използват и няколко други понятия с подобно значение. Теореми се наричат само важни твърдения, които имат сложно доказателство. За по-маловажните твърдения се използват следните понятия:
- - лема: това е част от доказателството на по-голяма теорема.[2] Разликата между „лема“ и „теорема“ понякога е неясна, тъй като важен резултат за един математик може да бъде маловажен за друг. Примери за важни леми са лемата на Гаус, лемата на Цорн, лемата на Поанкаре.
- следствие: твърдение, което следва почти без доказателство от друго вече доказано твърдение. Твърдението B е следствие на твърдението A, ако B може лесно и бързо да се изведе от A.
- забележка: твърдение, което се доказва изключително лесно. Може да представлява интересен резултат или да се използва за доказателството на друго твърдение. Забележките, за разлика от следствията обикновено се представят без доказателство, защото то се смята за очевидно.
- твърдение: всичко което не е теорема, лема, следствие или забележка. Въпреки наименованието си твърденията изискват доказателство. Навсякъде другаде в тази статия се използва по-общото значение на думата.

Твърдение което не е доказано, но се предполага че е вярно се нарича хипотеза. Теоремата на Гьодел за непълнота ни казва, че за всяка достатъчно богата система от аксиоми има твърдение, което не може да се докаже или отхвърли използвайки само дадените аскиоми.
1. ↑  теорема //  ibl.bas.bg.   Институт за български език. Посетен на 2023-09-04.
2. ↑  лема //  ibl.bas.bg.   Институт за български език. Посетен на 2023-09-04.